# 相原信行
相原信行（日语：／ Aihara Nobuyuki，1934年12月16日—2013年7月16日），生于群馬縣群馬郡，日本前男子竞技体操运动员。他曾参加1956年和1960年两届夏季奥运会，共收获两枚金牌和两枚银牌。